# Chroniques bluesymentales
Albums de Hubert-Félix Thiéfaine
Eros über alles
(1988) Fragments d'hébétude
(1993)
Chroniques bluesymentales est le neuvième album du chanteur français Hubert-Félix Thiéfaine et le premier d'un diptyque enregistré aux États-Unis. C'est également l'album qui marque l'arrêt de la collaboration avec Claude Mairet.
L'album est certifié disque d'or en France.

## Pistes
Tous les titres sont signés H.F.Thiéfaine/H.F.Thiéfaine.
1. Demain les Kids - 5:22
2. Pogo sur la Deadline - 4:32
3. Un automne à Tanger (antinoüs nostalgia) - 4:45
4. Caméra terminus - 3:37
5. 542 lunes et 7 jours environ - 4:46
6. Zoo zumains zébus - 3:59
7. Portrait de femme en 1922 - 6:15
8. Misty Dog In Love - 4:56
9. Villes natales et frenchitude - 7:06

## Crédits
- Chant, Guitares : Hubert-Félix Thiéfaine
- Guitares, claviers, basse, percussions : Mikey Chung
- Guitares, claviers : Chris Cunningham
- Guitares, claviers, harmonica : Barry Reynolds
- Saxophone : Lenny Pickett
- Violoncelle : Patrice Tison
- Basse, contrebasse : Fernando Saunders
- Batterie : J. T. Lewis
- Chœurs : Hugo Thiéfaine et le Chœur de Bourgogne dirigé par Roger Toulet
- Graphisme : Huart/Cholley - Photo : Alain Duplantier